# Luka Stojanović
Luka Stojanović (in serbo Лукa Cтojaнoвић?; Belgrado, 4 gennaio 1994) è un calciatore serbo, centrocampista del Karmiōtissa.

## Carriera

### Club
Il 2 agosto 2017 viene acquistato in prestito dalla squadra belga dell'Anversa.

### Nazionale
Ha giocato nelle nazionali giovanili serbe Under-17 ed Under-19.